# Персі Годж
Персі Годж (англ. Percy Hodge; нар. 26 грудня 1890 — пом. 27 грудня 1967) — британський легкоатлет, який спеціалізувався в бігу на середні дистанції та стипль-чезі.

## Із життєпису
Олімпійський чемпіон-1920 з бігу на 3000 метрів з перешкодами.
На Іграх-1920 також брав участь у командній першості з бігу на 3000 метрів, в якій британська команда здобула «срібло». Водночас, Годж медаль не отримав, оскільки для визначення командного заліку брались лише троє кращих з кожної збірної, до числа яких серед британців Годж не потрапив.
Переможець Кросу Націй-1920 у командному заліку в складі збірної Англії (в індивідуальному заліку забігу на 10 миль був дев'ятим).

## Основні міжнародні виступи
| Рік  | Змагання         | Місто     | Місце | Дисципліна   |
| ---- | ---------------- | --------- | ----- | ------------ |
| 1920 | Крос Націй       | Белфаст   | 9     | крос 10 миль |
| 1920 | Олімпійські ігри | Антверпен | 1     | 3000 м з/п   |